# Heiki Nabi
Heiki Nabi (Hilleste, 6 juni 1985) is een Estische worstelaar.

## Palmares
| Jaar | Toernooi               | Plaats                   | Resultaat | Onderdeel             |
| ---- | ---------------------- | ------------------------ | --------- | --------------------- |
| 2005 | WK voor jongeren       | Vilnius, Litouwen        | 5de       | Grieks-Romeins 96 kg  |
| 2005 | FISU Universiade       | İzmir, Turkije           | Brons     | Grieks-Romeins 96 kg  |
| 2006 | FISU WK voor studenten | Ulaanbaatar, Mongolië    | Brons     | Grieks-Romeins 96 kg  |
| 2006 | Wereldkampioenschap    | Kanton, China            | Goud      | Grieks-Romeins 96 kg  |
| 2007 | Europees kampioenschap | Sofia, Bulgarije         | 5de       | Grieks-Romeins 96 kg  |
| 2007 | Wereldkampioenschap    | Bakoe, Azerbeidzjan      | 24ste     | Grieks-Romeins 96 kg  |
| 2008 | Europees kampioenschap | Tampere, Finland         | 5de       | Grieks-Romeins 96 kg  |
| 2012 | Olympische Spelen      | Londen, Groot-Brittannië | Zilver    | Grieks-Romeins 120 kg |
| 2013 | Wereldkampioenschap    | Boedapest, Hongarije     | Goud      | Grieks-Romeins 120 kg |
| 2014 | Wereldkampioenschap    | Tasjkent, Oezbekistan    | Brons     | Grieks-Romeins 120 kg |

## Dopingaffaire
In januari 2021 werd Nabi positief bevonden bij een dopingtest. Hij bleek letrozol te hebben gebruikt. Op 28 juni van dat jaar bepaalde ESTCIS, het Estische Centrum voor Integriteit in de Sport, dat hij twee jaar lang niet mag meedoen aan wedstrijden.